# Jezioro Wierzchucińskie Małe
Jezioro Wierzchucińskie Małe – jezioro rynnowe w Polsce, położone w zachodniej części województwa kujawsko-pomorskiego, w powiecie bydgoskim, na pograniczu gminy Sicienko i gminy Koronowo.

## Charakterystyka
Jezioro położone jest w południowo-wschodniej części mezoregionu Pojezierza Południowokrajeńskiego, około 15 km na północny zachód od granic miasta Bydgoszczy, w południowej części rynny jezior byszewskich, ciągnącej się na kierunku północny wschód – południowy zachód na długości 27 km. Jest ono silnie związane hydrograficznie z Jeziorem Wierzchucińskim Dużym, poprzez rzekę Krówkę, mającą na połączeniu obu akwenów ok. 100 m długości. Krówka odwadnia zlewnię całkowitą jeziora i jest jednocześnie prawym dopływem Brdy.
Jezioro jest silnie przepływowe. W ciągu roku następuje wymiana wody w objętości 8,5 raza przekraczającej objętość misy jeziora.
Akwen spełnia głównie funkcję rekreacyjną dla mieszkańców okolicznych terenów oraz miasta Bydgoszczy. W mniejszym stopniu zaspokaja ono potrzeby wodne ludności (ujęcia irygacyjne na potrzeby ogrodów działkowych) oraz rybackie. Na brzegach nie urządzono plaż w przeciwieństwie do sąsiedniego Jeziora Wierzchucińskiego Dużego.

## Zlewnia
Zlewnia całkowita jeziora wynosi 144,6 km² i zajmuje przede wszystkim obszary wysoczyzny morenowej położonej na północ od akwenu. Na obszarze tym 2/3 powierzchni zajmują grunty orne, a jedynie 15% lasy.
W zlewni bezpośredniej jeziora występuje liczna zabudowa rekreacyjna w postaci kompleksów ogrodów działkowych. Są one położone na półwyspie w południowo-zachodniej części akwenu (70 działek) oraz przy brzegu południowo-wschodnim (160 działek).
W zagospodarowanie zlewni bezpośredniej jeziora przeważa jednak rolnicze użytkowanie gruntów, w których istotny udział mają powierzchnie sadownicze zajęte pod uprawy drzew owocowych.

## Jakość wód
Jezioro Wierzchucińskie Małe charakteryzuje się III stopniem podatności wód na degradację, co oznacza słabą odporność na oddziaływanie czynników zewnętrznych. Do niekorzystnych cech zlewniowych jeziora należą: długa linia brzegowa, ułatwiająca dopływ materii ze zlewni oraz sposób użytkowania terenu z dominującą gospodarką rolną. Mała objętość misy jeziora oraz spore wydłużenie sprawia, że jezioro jest podatne na przedostawanie się zanieczyszczeń do jego wód. W zasięgu epilimnionu znajduje się znaczna powierzchnia dna, zwłaszcza w pobliżu jego zachodniego brzegu.
W 2002 r. odnotowano III klasę czystości wód. Klasie tej opowiada również średnia przeźroczystość wód jeziora (ok. 2 m). Pozaklasowe wartości osiągają stężenia azotanów oraz zawartość tlenu w wodzie.

## Typ troficzny
Jezioro Wierzchucińskie Małe zalicza się do jezior mezo-eutroficznych.